# 達赫斯格拉本河
51°24′07″N 7°22′40″E / 51.401956°N 7.377684°E
達赫斯格拉本河（德語：Dachsgraben），是德國的河流，位於該國西部，流經北萊茵-威斯特法倫州，屬於塞爾姆克巴赫河的右支流，處於黑爾德克，河道全長0.8公里。